# Lilla Mörtetjärnet
Lilla Mörtetjärnet är en sjö i Eda kommun i Värmland och ingår i Göta älvs huvudavrinningsområde. Sjöns area är 0,008 kvadratkilometer och den är belägen 200 meter över havet.